# La Conspiration des belettes
Pour plus de détails, voir Fiche technique et Distribution.
La Conspiration des belettes (El cuento de las comadrejas) est une comédie noire argentino-espagnole réalisée par Juan José Campanella et sortie en 2019.

## Synopsis
Mara Ordaz fut une grande star de cinéma argentin. Elle vit maintenant totalement oubliée dans une grande demeure entourée d'un beau parc arboré en compagnie de trois hommes qui ont contribué à faire d'elle une idole, son mari artiste et ancien acteur Pedro, son ancien metteur en scène Norberto ainsi que son ancien scénariste Martin.
Totalement oubliée ? Il semblerait que non. En effet, un jeune développeur immobilier, Francisco, et sa consœur Barbara, qui se sont perdus dans la campagne et viennent aux renseignements, la reconnaissent. Et ils sont fans. Ils ont vu tous ses films et sont honorés de faire sa connaissance...

## Fiche technique
- Titre : La Conspiration des belettes
- Titre original : El cuento de las comadrejas
- Réalisation : Juan José Campanella
- Assistante réalisatrice : Marianela Sberna
- Scénario : Juan José Campanella et Darren Kloomok, d'après le scénario d'Augusto Giustozzi et José A. Martínez Suárez (1976)
- Photographie : Félix Monti
- Décors : Nelson Noel Luty
- Costumes : Cecillia Monti
- Musique : Emilio Kauderer, Irving Victoria
- Son : Ruben Pitutto
- Production : Juan José Campanella, Gerardo Herrero et Axel Kuschevatzky
- Production déléguée : Daniela Alvarado et Muriel Cabeza
- Production associée : Camilo Antolini et Martino Zaidelis
- Sociétés de production : 100 Bares, Tornasol Films S.A. et Televisión Federal
- Sociétés de distribution : 
  - BF Distribution (Argentine)
  - Eurozoom (France)
- Pays de production :  Argentine et  Espagne
- Langue originale : espagnol
- Format : couleur
- Genre : comédie noire
- Durée : 129 minutes
- Dates de sortie :
  - Argentine et Brésil : 16 mai 2019
  - Espagne : 12 juillet 2019
  - France : 21 juillet 2021

## Distribution
- Graciela Borges (VF : Clara Borras) : Mara Ordaz
  - Ayelén Dotti : Mara jeune
- Oscar Martínez (VF : Michel Papineschi) : Norberto Imbert
- Luis Brandoni (VF : Féodor Atkine) : Pedro De Cordova
  - Nicolás Fiore : Pedro jeune
- Marcos Mundstock (VF : Jean-Michel Vovk) : Martin Saravia
- Nicolas Francella (VF : Nicolas Matthys) : Francisco Gourmand
- Clara Lago (VF : Mélissa Windal) : Barbara Otamendi
- Manuel Martínez Sobrado : Omar Ghassan
- Luz Cipriota : l'hôtesse
- Maru Zapata : la réceptionniste
- Anwar Yoma : le voiturier du parking
- Adriana Marcela Garibaldi : Estela

- Version française
  - Studio de doublage : Soundtastic 
  - Direction artistique : Alexandre Gibert
  - Adaptation : Gaëlle Kanningiesser et Vanessa Leiritz